# Anarg zu Wildenfels
Anarg Heinrich zu Wildenfels (* um 1490 in Wildenfels, Erzgebirge; † 1539 in Altenburg), auch Anarg von Wildenfels zu Schönkirchen und Ronneburg war kursächsischer Rat, Reformator und evangelischer Kirchenlieddichter.

## Leben
Von seinem Leben ist bekannt, dass er an der Einführung der Reformation in Sachsen wesentlich beteiligt war und im Sinne Martin Luthers dessen Lehre standhaft verteidigte.
Von seinen Kirchenliedern weist beispielsweise das Evangelische Kirchengesangbuch, Ausgabe für die evangelische Landeskirche in Württemberg aus dem Jahr 1953 ebenso das Evangelische Kirchengesangbuch – Ausgaben für die Ev.-Luth. Landeskirchen Mecklenburg, Sachsen und Thüringen 1985, noch das Reformationslied aus (O Herre Gott, dein göttlich Wort), aus dem Glaubensfestigkeit und unverbrüchliche Treue zur evangelischen Lehre hervorgeht.
Der Vater Anarg von Wildenfels war 1493 Begleiter Friedrich des Weisen auf dessen Wallfahrt  als kursächsischer Amtmann in das Heilige Land; Kurfürst Friedrich soll der Taufpate von Anarg Heinrich zu Wildenfels gewesen sein und das Gebiet Ronneburg (heute Thüringen) „zum Patengeschenk eingebunden“ haben. Vermutlich wurde ihm damit die Anwartschaft auf die Herrschaft Ronneburg eröffnet, denn 1517 wurde ihm von Kurfürst Friedrich und Herzog Johann „Schloss und Stadt Ronneburg samt allen Zugehörungen, Dörfern und Gerichten gegeben und verliehen“. 1527 nach Friedrichs Tod wurden ihm von Johann die Adligen im Umkreis als Vasallen unterstellt und damit Ronneburg zur Herrschaft erhoben. Schönkirchen in der bayerischen Oberpfalz gehörte schon seit 1490 den Herren von Wildenfels.
Am 8. Januar 1516 trifft auf dem Schloss zu Torgau Anarg Heinrich von Wildenfels mit Georg Spalatin zusammen, Anarg Heinrich diente als Hofmeister der Brüder Otto und Ernst, Herzöge von Braunschweig-Lüneburg, Neffen Friedrich des Weisen. Fastnacht 1521 nimmt er auf dem Reichstag zu Worms am Turnier teil und ist Gegner des Kurprinzen Johann Friedrich. 1521 oder 1522 heiratet er eine Gräfin Elisabeth von Gleichen. 1525 wurde Heinrich von Wildenfels geboren († 1558 in Drei Marien *** Härtensdorf, der damaligen Hofkirche der Herrschaft Wildenfels bestattet). Bereits 1522 interessierte sich Anarg Heinrich v. Wildenfels intensiv für Luthers Predigten, denn er verfügte über „sorgfältig angefertigte Abschriften“ diverser Predigten Luthers.
1523 bringt er einen zum evangelischen Glauben konvertierten Mönch aus dem Weimarer Franziskanerkloster in Ronneburg in Sicherheit. 1525/1526 sorgt er sich um die „evangelische Partei“ im Dominikanerkloster Cronschwitz bei Weida bzw. deren Betreuung.

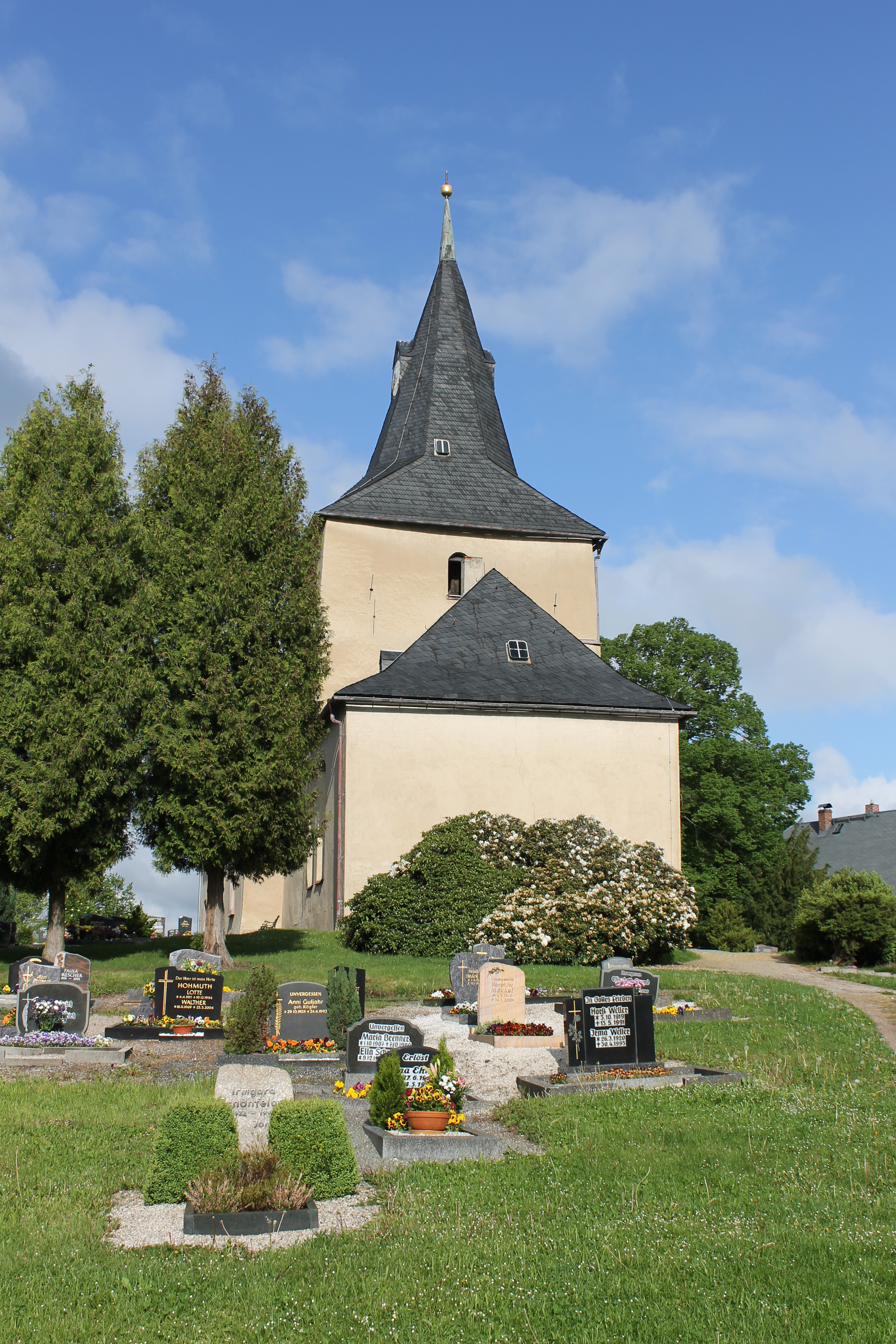
Ev. Kirche zu den Drei Marien in Härtensdorf

Am 19. Februar 1527 moderierte er in Düsseldorf eine Disputation zwischen dem Franziskanerobservanten Johann Heller aus Korbach und dem lutherischen Theologen Friedrich Myconius, das sogenannte „Düsseldorfer Religionsgespräch“.
Ab Ende 1528 nimmt er an Kirchen- und Schulvisitationen in Meissen und dem Vogtland teil, darunter 1529 in Härtensdorf. Dabei wurde u. a. festgestellt, dass der Schlosskaplan von Wildenfels das Härtensdorfer Pfarramt verwaltet, dass jedoch ein ordentlich bestellter Pfarrer das Amt zu übernehmen habe, dem der Schlosskaplan unterstellt werden sollte, und dass der Pfarrsitz in Härtensdorf ist. Bei der Kirchen- und Schulvisitation 1531 konnte der ordnungsgemäße Vollzug in Härtensdorf festgestellt werden. Anarg war 1530 auf dem Reichstag in Augsburg und trat als Zeuge bei der Protestation der Kurfürsten gegen die ohne ihr Vorwissen in Bologna vorgenommene Krönung Kaiser Karls V. auf. 1536 nahm Anarg Heinrich von Wildenfels die Herrschaft Wildenfels wieder voll in Besitz. Er starb am 1. Juni 1539 während einer Visitation in Altenburg.
In Altenburg ebenso wie in der Kirche Drei Marien in Härtensdorf erinnern Grabtafeln an Anarg Heinrich von Wildenfels. Bei der Gruftöffnung 1936 wurden in der Kirche Drei Marien in Härtensdorf die Reste eines Sarges gefunden, der möglicherweise die letzte Ruhestätte von Anarg Heinrich zu Wildenfels sein könnte. Dort ruhen ebenfalls sein Sohn Heinrich († 1558) und Enkel Anarg Friedrich († 1602 in Prag), mit dem 1602 das Geschlecht in männlicher Erbfolge erlosch. Die Kirche zu den Drei Marien in Härtensdorf war lange Zeit Hofkirche der kleinen ehemals reichsunmittelbaren Herrschaft Wildenfels; ein altes Herrschaftswappen – ein wappentragender Engel – zeigt die älteste bekannte Darstellung des alten Herrschaftswappens und weist auf die Bedeutung dieser altehrwürdigen Kirche hin.